# Bow (Kasabian)
Bow (reso graficamente bow) è un singolo del gruppo musicale britannico Kasabian, il terzo estratto dal loro quinto album 48:13, pubblicato il 10 ottobre 2014 solo in Italia.

## La canzone
Il brano, cantato interamente da Sergio Pizzorno, parla di una persona che, rivolta a un suo amico giunto alla fine della relazione con la sua fidanzata, gli dice che andrà tutto bene.

## Video musicale
Per il singolo è stato prodotto anche un video ufficiale diretto da Aitor Throup e pubblicato il 17 ottobre 2014 sul sito del Corriere della Sera in esclusiva per l'Italia, mentre è stato pubblicato su YouTube il 20 ottobre. Nel video compare il solo Pizzorno in scene dove canta in primo piano e in bianco e nero e guida una moto in una pista da motocross. Verso la fine del video cade dal mezzo e, toltosi il casco, decide di andarsene abbandonando il veicolo a terra.